# 王府镇 (阜新县)
王府镇，是中华人民共和国辽宁省阜新市阜新蒙古族自治县下辖的一个乡镇级行政单位。

## 行政区划
王府镇下辖以下地区：
王府村、八家子村、河东村、辉彤村、哈拉哈村、烟台营子村、良官营子村、河西村、元宝洼村、舍不代村和皂力营子村。